# Wybory parlamentarne na Białorusi w 2012 roku
Wybory parlamentarne na Białorusi w 2012 roku – wybory parlamentarne, które odbyły się 23 września 2012. Białorusini wybierali 110 członków Izby Reprezentantów.

## Wyniki

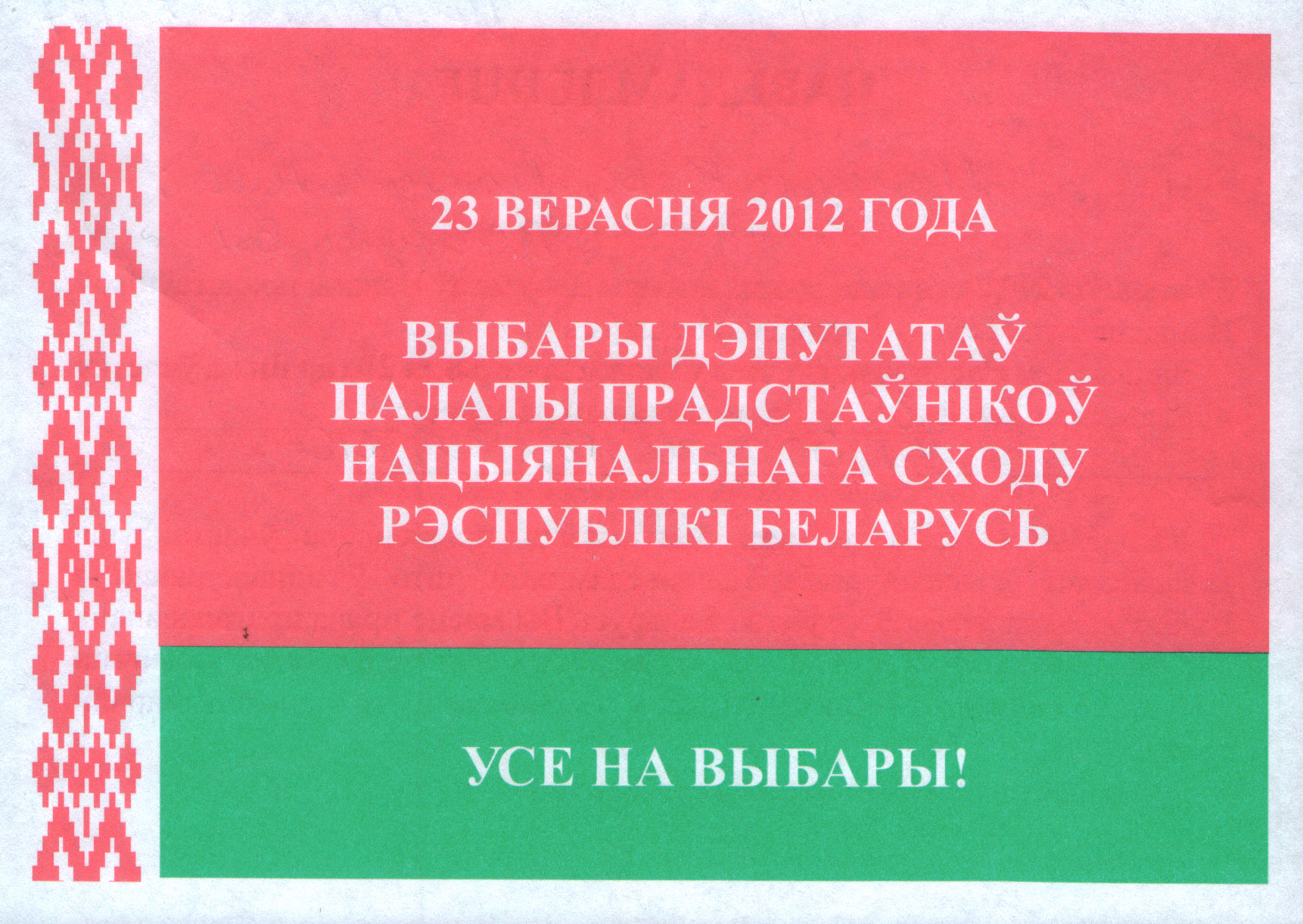
Imienne zaproszenie do wzięcia udziału w wyborach (awers)

24 września 2012, przewodnicząca Centralnej Komisji Wyborczej Białorusi poinformowała, że wybrano 109 ze 110 deputowanych, którzy otrzymali bezwzględną większość z niezbędną frekwencją, jedynie w okręgu Novobelitsky w obwodzie Homelskim nie wybrano kandydata w pierwszej turze. Wg Centralnej Komisji Wyborczej frekwencja wyniosła 65,9%. Wielu obserwatorów niezależnych twierdziło jednak że frekwencja wynosiła 30%.
| Partia                                       | Liczba mandatów | +/− |
| -------------------------------------------- | --------------- | --- |
| Komunistyczna Partia Białorusi (1996)        | 3               | –3  |
| Białoruska Partia Agrarna                    | 1               | 0   |
| Republikańska Partia Pracy i Sprawiedliwości | 1               | +1  |
| niezależni                                   | 104             | +1  |
| vacat                                        | 1               | –   |
| Suma                                         | 110             | 0   |
| Frekwencja                                   | 74,2%           | –   |
| Źródła: IPU Partie i wybory w Europie        |                 |     |